# Coussarea hydrangeifolia
Coussarea hydrangeifolia är en måreväxtart som först beskrevs av George Bentham, och fick sitt nu gällande namn av George Bentham, Joseph Dalton Hooker och Johannes Müller Argoviensis. Coussarea hydrangeifolia ingår i släktet Coussarea och familjen måreväxter. Inga underarter finns listade i Catalogue of Life.